# Hannigalp
Die Hannigalp ist eine Alp auf 2114 m ü. M. oberhalb von Grächen im Kanton Wallis in der Schweiz. Von Grächen aus führt die 2011 neu errichtete 8er-Gondelbahn auf die Hannigalp. Diese ist im Sommer wie im Winter Zentrum der touristischen Aktivitäten von Grächen. Neben der Bergstation steht ein schöner Berggasthof. Von der Hannigalp fällt das Gelände auf der Nordseite steil nach Stalden ab. Dort fliessen die Saaser Vispa aus dem Saastal mit der Matter Vispa aus dem Mattertal zusammen.

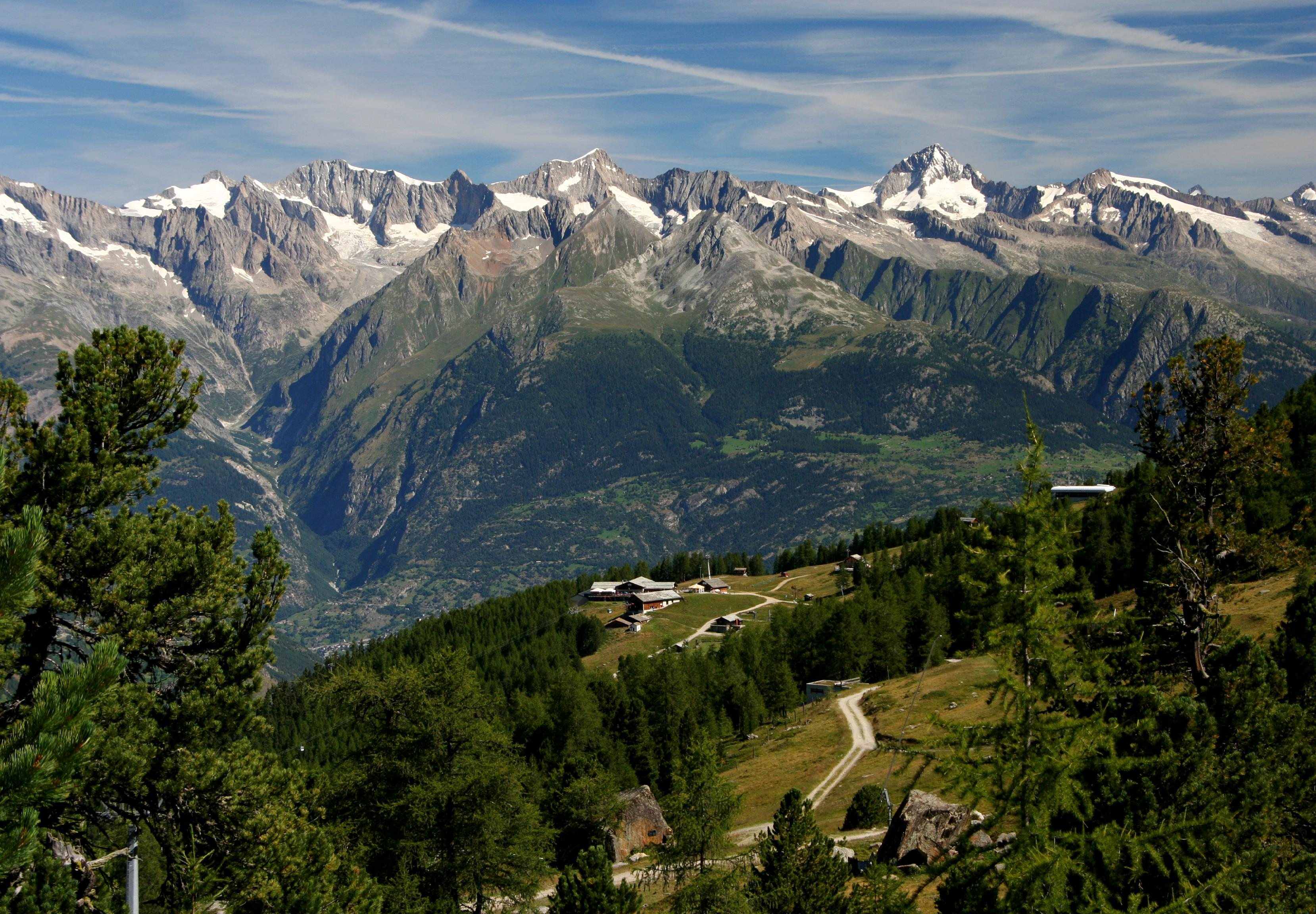
Blick auf die Hannigalp

## Winter
Nebst dem Seetalhorn ist die Hannigalp die wichtigste Station im Skigebiet von Grächen. Nebst der 6er-Gondelbahn stehen den Skifahrern ein Sessellift, drei Skilifte und zwei Anfängerlifte zur Verfügung. Ein Verbindungslift gewährleistet den Zugang zur benachbarten Station, Seetalhorn, während via Talabfahrt direkt nach Grächen zurückgefahren werden kann.
Zudem finden sich auf der Hannigalp ein Funpark, zwei Bergrestaurants, eine Schneebar und ein Kinderparadies mit Kinderhort und Animation.
Weitere Attraktionen sind der Schlittelweg sowie die zahlreichen Schneeschuhtracks/Winterwanderwege.

## Sommer
Die Hannigalp ist Ausgangspunkt für unzählige Wanderungen über Alpen und Bergwälder. Der Höhenweg Balfrin nach Saas-Fee startet auf der Hannigalp. Die Wanderung dauert ca. sieben Stunden. Der Weg ist Teil der Route 27 Swiss Tour Monte Rosa: Saas-Fee – Grächen – Zermatt (Europaweg) sowie der nationalen Route 6 Alpenpässe-Weg: Chur – St-Gingolph von Wanderland Schweiz. Von der Hannigalp sind über mehrere Wanderwege das Wannenhorn und das Seetalhorn zu erreichen. Letzteres ist jedoch viel schwieriger zu erreichen und nur erfahrenen Alpinisten zu empfehlen.

## Kapelle
Im Sommer 1971 wurde unter der Leitung des Männervereins von der Pfarrei Grächen eine Kapelle zu Ehren des hl. Bruder Klaus erbaut. Das Baumaterial wurde so weit wie möglich auf der Hannigalp zusammengetragen. Architekt ist Paul Anthamatten aus Visp.

## Galerie

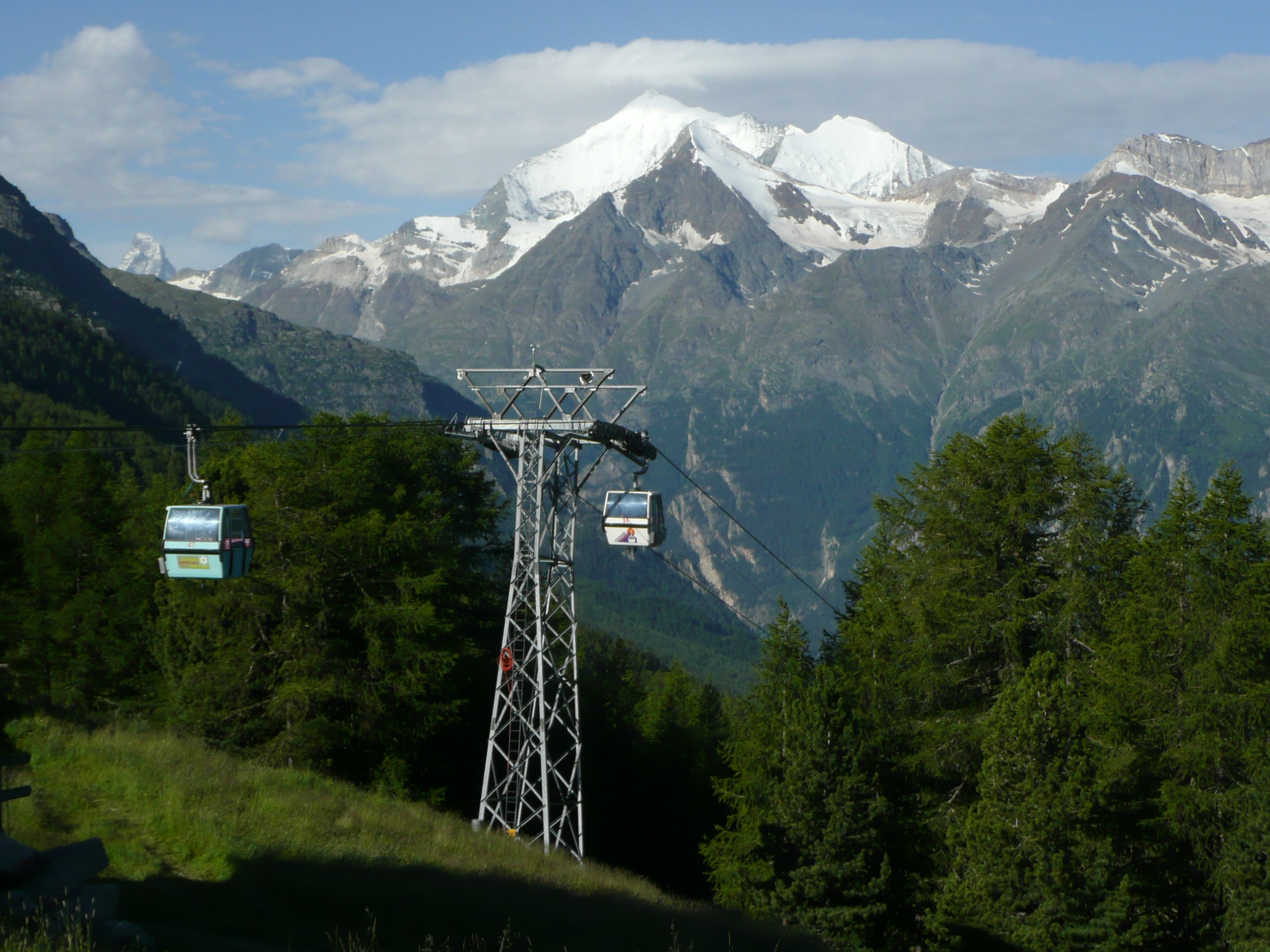
Alte 6er-Gondelbahn auf Hannigalp mit Weisshorn und Matterhorn im Hintergrund
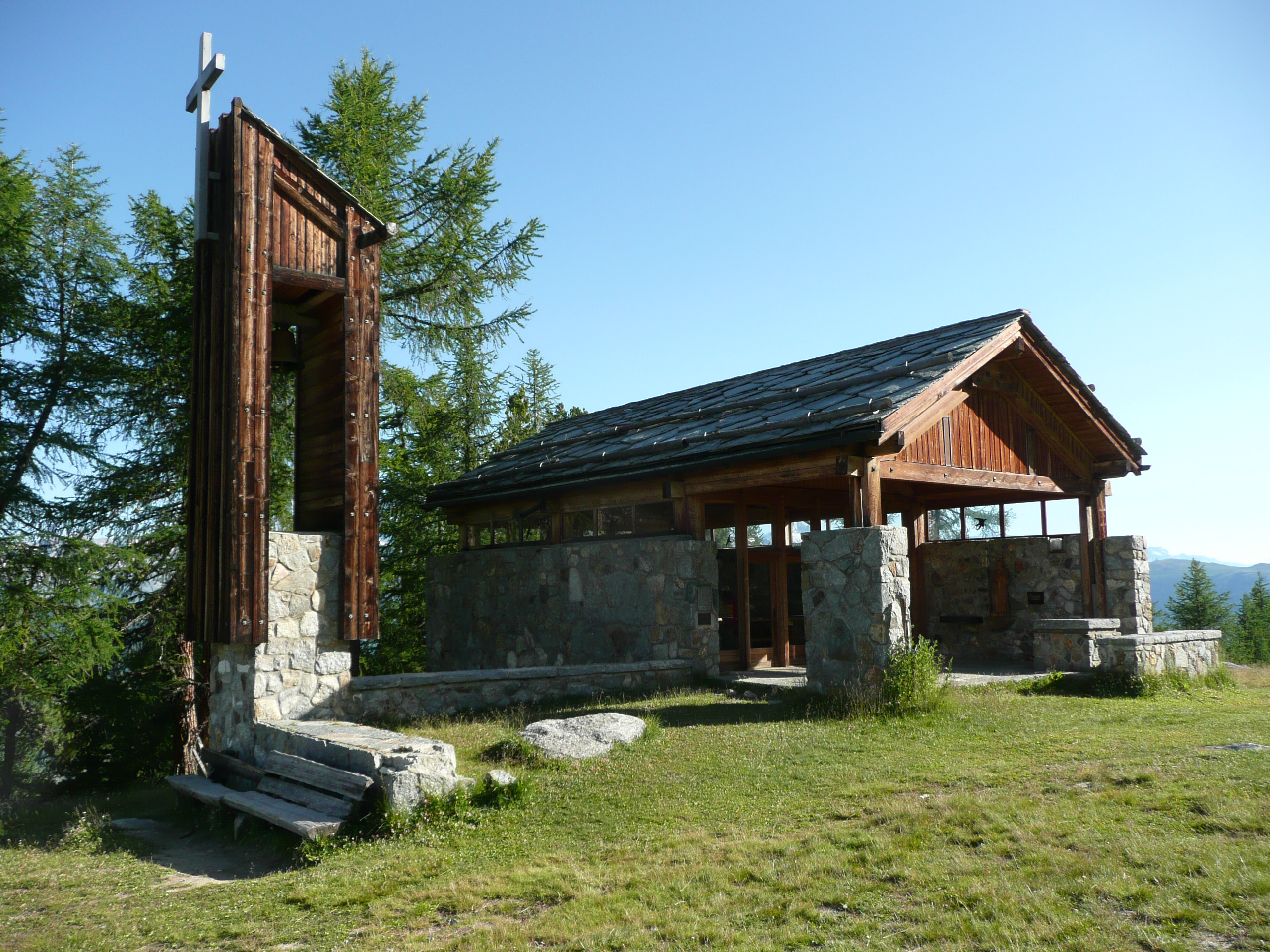
Kapelle zu Ehren des hl. Bruder Klaus aus dem Jahre 1971
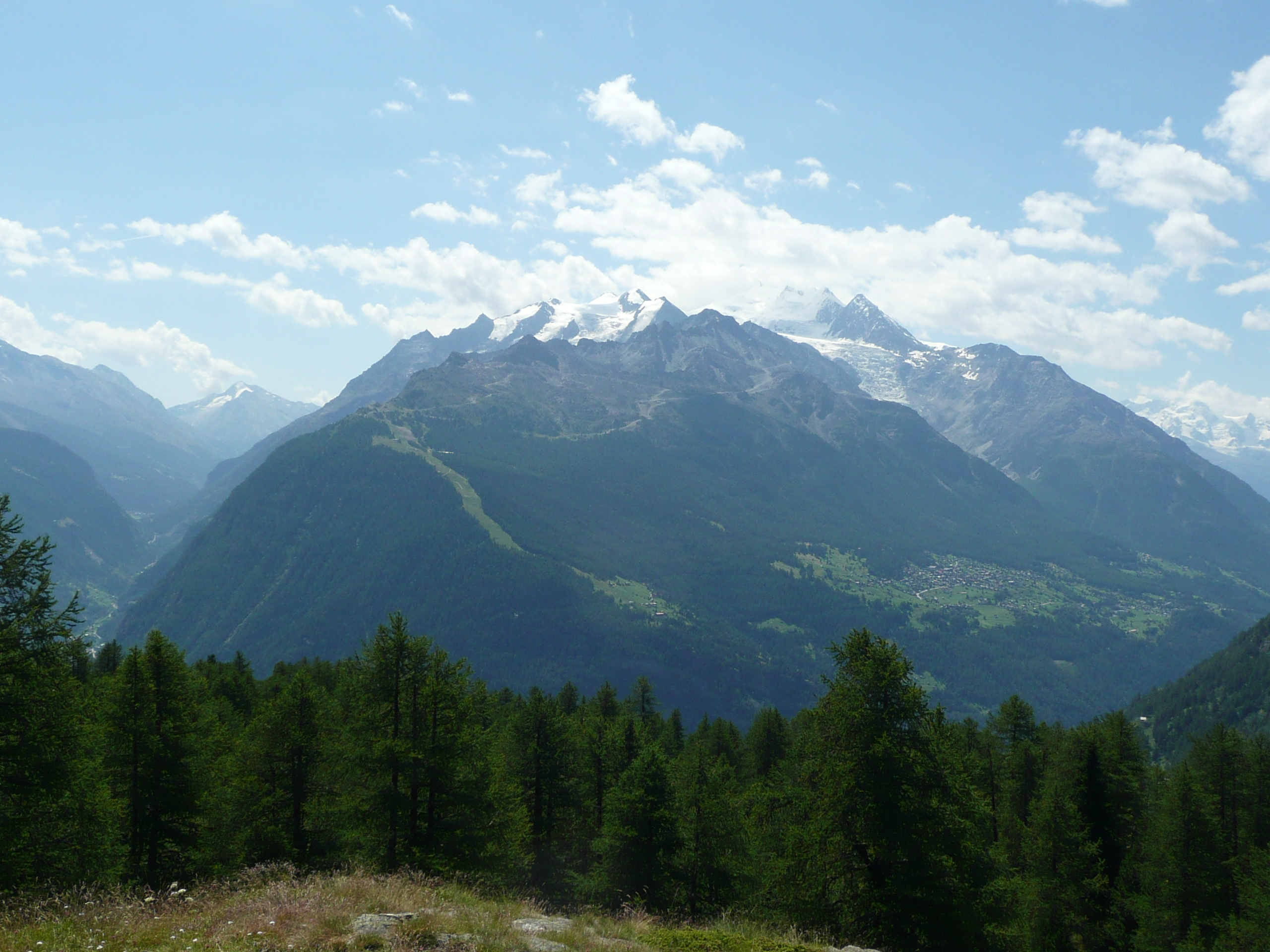
Blick von der Moosalp bei Törbel auf Grächen und die Hannigalp